# Cyrtopogon centralis
Cyrtopogon centralis là một loài ruồi trong họ Asilidae. Cyrtopogon centralis được Loew miêu tả năm 1871. Loài này phân bố ở vùng Cổ Bắc giới.